# Schloss Drauhofen

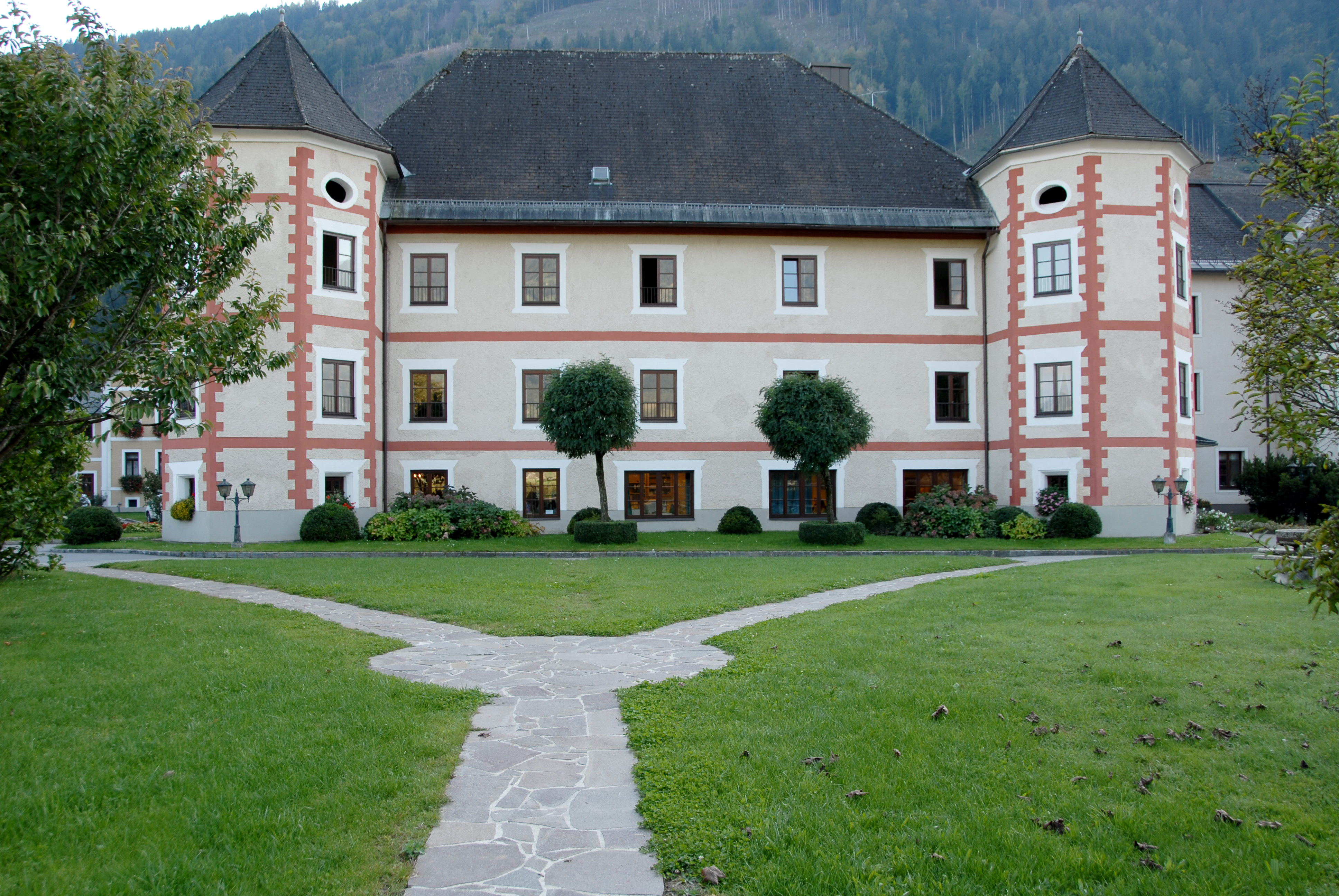
Schloss Drauhofen (2006)

Das Schloss Drauhofen steht nördlich der Drau im Ort Drauhofen in der Marktgemeinde Lurnfeld. Das Anwesen beherbergte bis 2019 eine Fachschule für Haushaltsführung, ist sanierungsbedürftig und steht seit Herbst zum Verkauf.

## Baubeschreibung
Der dreigeschoßige Bau des 16./17. Jahrhunderts besitzt an beiden Enden der nordöstlichen Hauptfassade je einen siebenseitigen Turm mit Pyramidendach. Die Türme weisen an den Kanten eine Sgraffitoquaderung auf. Alle Fenster haben Sgraffitorahmungen. Die abgefasten Erdgeschoßfenster an der Hofseite stammen vom Anfang des 16. Jahrhunderts. Im ersten Obergeschoß befinden sich verglaste Pfeilerarkaden.
Die ehemalige Kapelle im nördlichen Turm hat an der Decke Stuckreliefs vom Ende des 17. Jahrhunderts, die die Evangelisten, die Verkündigung und Wappen darstellen. Im südlichen Turm ist eine Holzdecke aus dem 18. Jahrhundert erhalten.

## Eigentümer, Nutzung
1918 begann der Betrieb der Fachschule Drauhofen im Schloss. Dieses gehörte damals noch einem Rinderzuchtverband, ging jedoch bald danach ins Eigentum des Landes Kärnten über.
Die Fachschule Drauhofen mit dem Schwerpunkt Betriebs- und Haushaltsmanagement übersiedelte mit Schulbeginn September 2019 in ein vom Land samt Internat neu errichtetes Gebäude im nunmehrigen Bildungszentrum Litzlhof, nur zwei Kilometer entfernt in Lendorf, wo schon bisher die Landwirtschaftliche Fachschule Litzlhof beheimatet war. Die Zusammenlegung von zwei Schulen zum Bildungszentrum Litzlhof entspricht einem Trend in Kärnten.
Das generalsanierungsbedürftige Schloss steht seit Herbst zum Verkauf.